# Петропавловка (Курагинский район)
Петропавловка — деревня в Курагинском районе Красноярского края. Входит в состав Черемшанского сельсовета.

## География
Деревня находится в южной части края, в пределах Алтае-Саянского горнотаёжного района, на правом берегу реки Казыр, на расстоянии приблизительно 58 километров (по прямой) к востоку от посёлка городского типа Курагино, административного центра района. Абсолютная высота — 371 метр над уровнем моря.

## История
Основана в 1909 году. По данным 1926 года имелось 117 хозяйств и проживало 654 человека (333 мужчины и 321 женщина). В национальном составе населения преобладали белорусы. Функционировала школа I ступени. В административном отношении деревня являлась центром Петропавловского сельсовета Курагинского района Минусинского округа Сибирского края.

## Население
| 2010 |
| ---- |
| 790  |

Гендерный состав
По данным Всероссийской переписи населения 2010 года в гендерной структуре населения мужчины составляли 50,4 %, женщины — соответственно 49,6 %.
Национальный состав
Согласно результатам переписи 2002 года, в национальной структуре населения русские составляли 87 % из 410 чел.